# 吳懷玉
吳懷玉（1805年—？年），字虛谷，直隸省河間縣人，道光二十七年（1847年）丁未科進士。

## 生平
道光二十一年（1841年），任南皮縣訓導。